# 삼척 갈전리 당숲
삼척 갈전리 당숲은 대한민국 강원특별자치도 삼척시에 위치한 천연기념물이다. 원래 지정명은 "삼척 갈전리 느릎나무"였으나, 2012년 10월 10일 고시로 마을 당숲을 묶어 변경하였다.